# Ron Henley
Ron Henley, ameriški šahovski velemojster, * 5. december 1956, Houston, Teksas.
Leta 1980 je postal mednarodni šahovski mojster, leta 1980 pa šahovski velemojster.